# Zabytki w Mińsku Mazowieckim

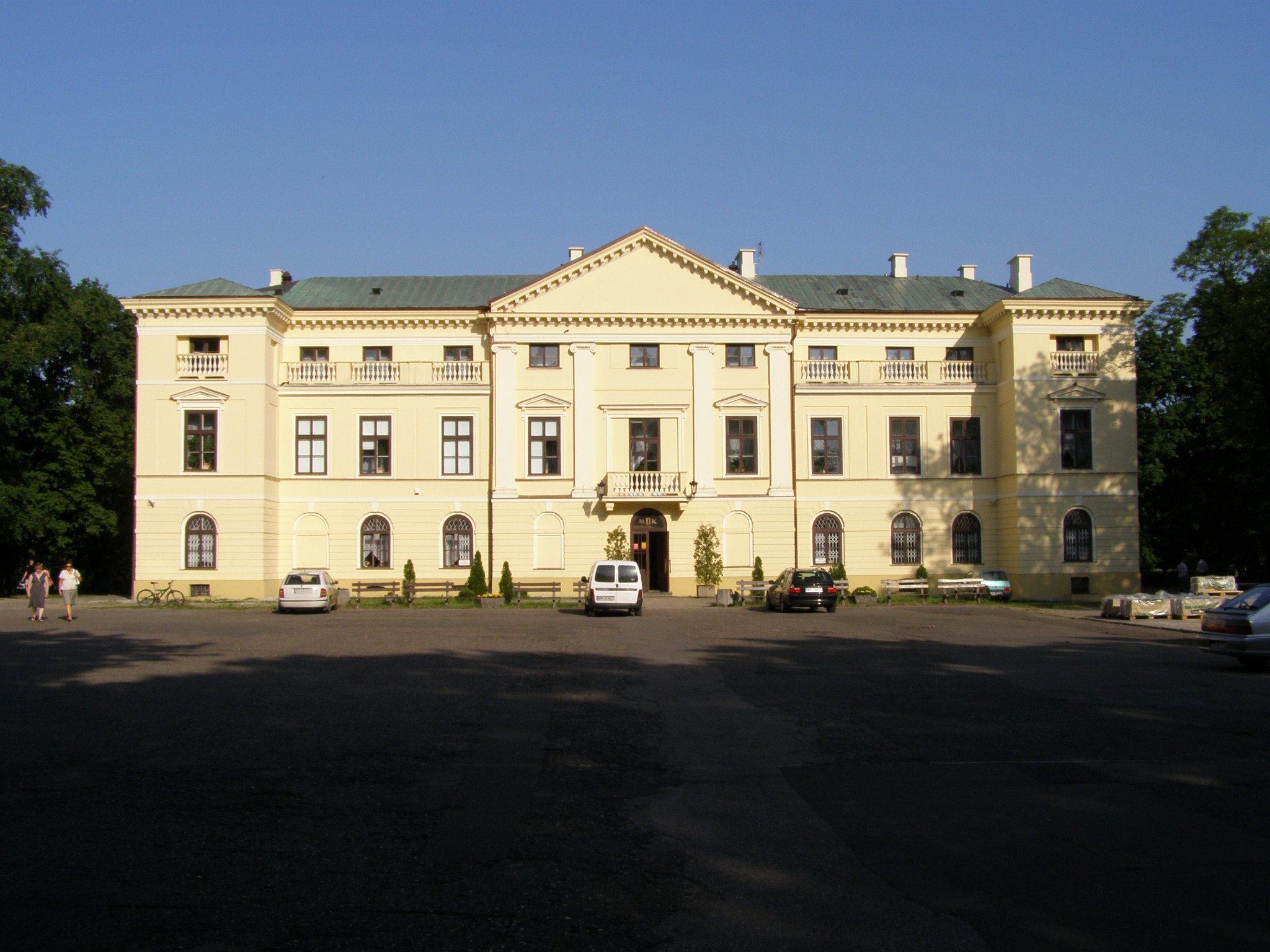
Fasada pałacu Dernałowiczów

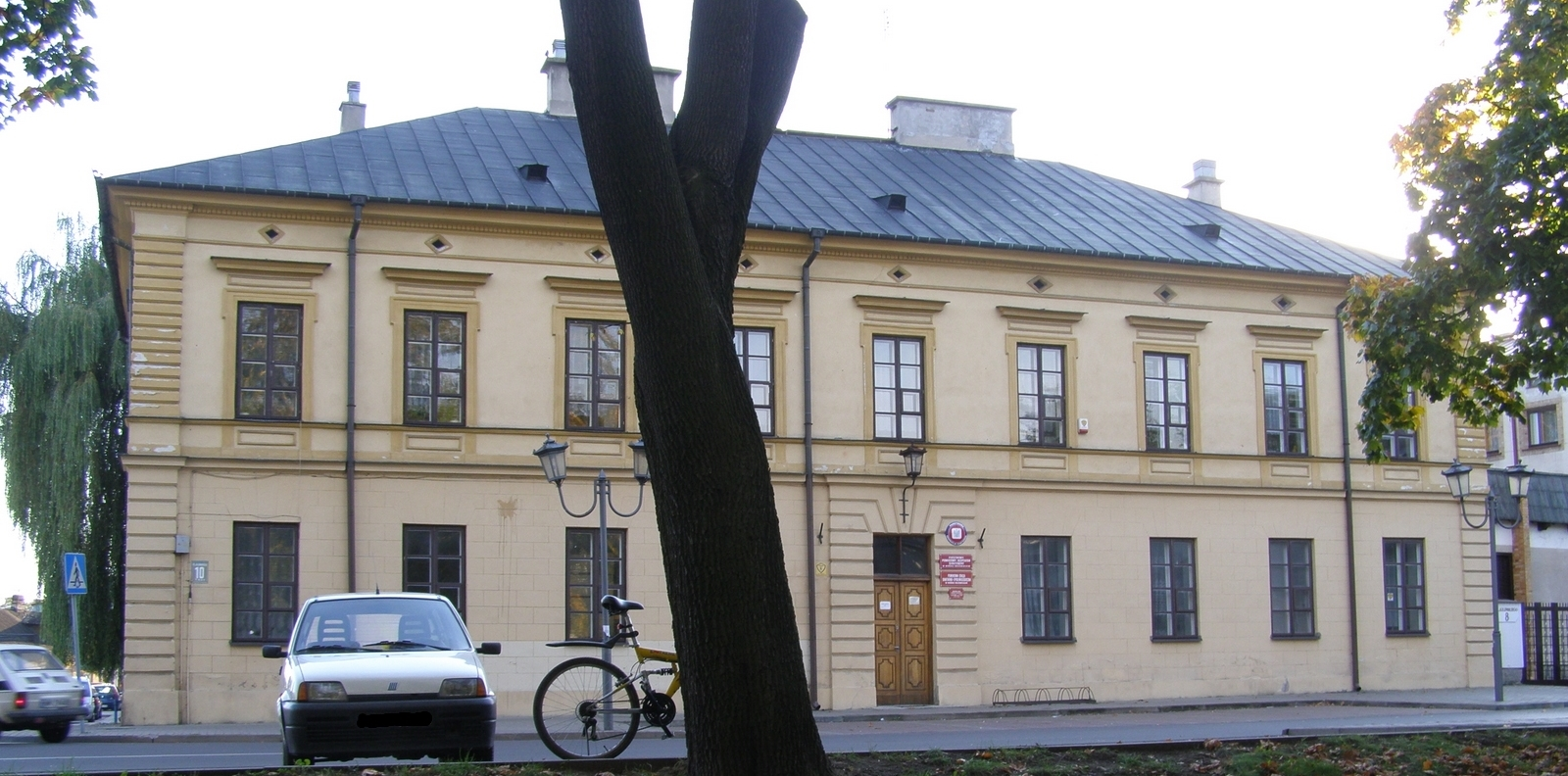
Klasycystyczny budynek dawnego starostwa z XIX wieku

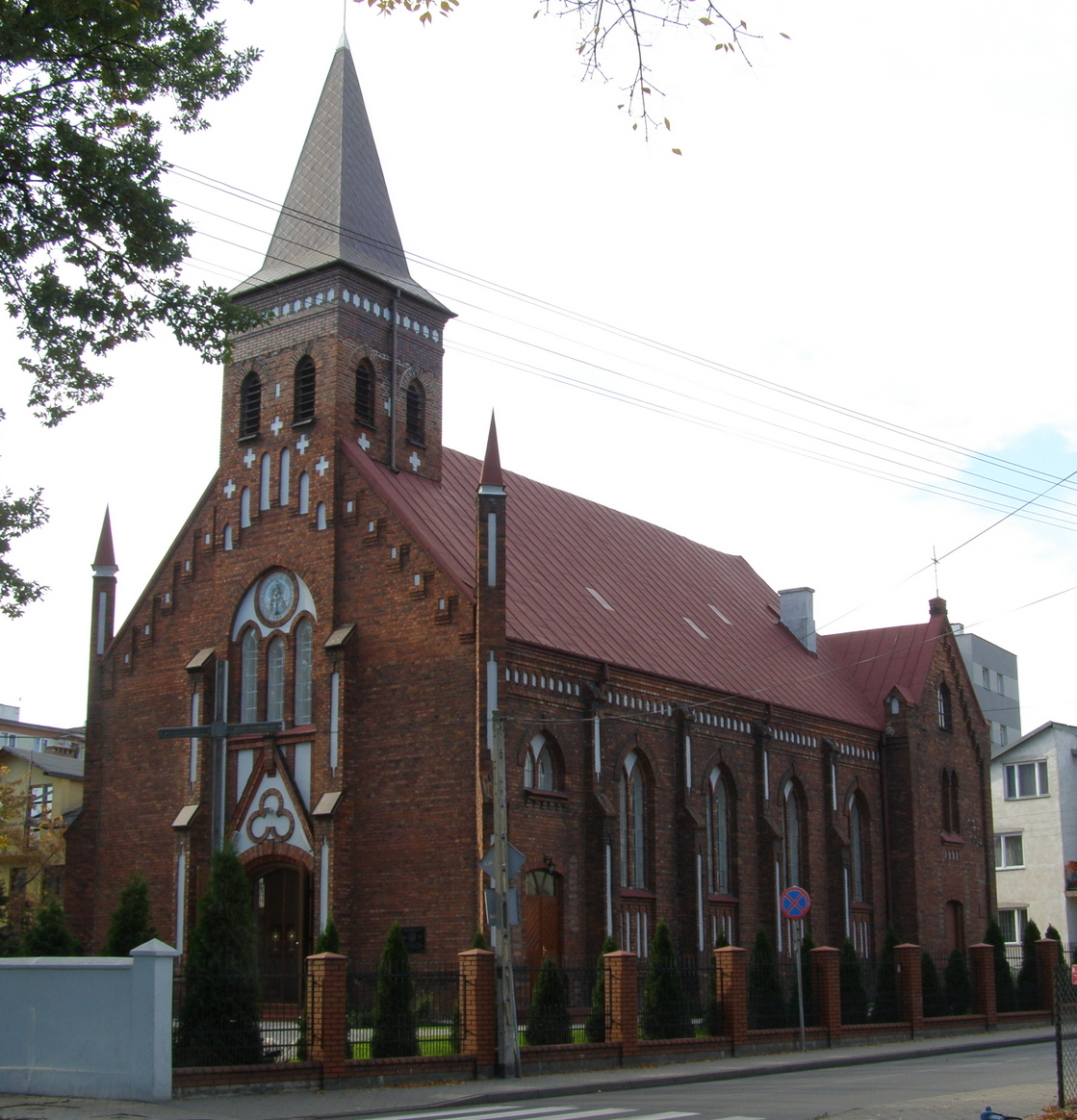
Kościół Starokatolicki Mariawitów Narodzenia NMP

Lista zabytków znajdujących się w Mińsku Mazowieckim:
- kościół Narodzenia NMP z wieków XVI, XVII, XVIII-XIX,
- cmentarz kościelny
- kościół mariawitów pw. Narodzenia NMP, ul. Traugutta 17, wybudowany w 1911,
- cmentarz żydowski, ul. Dąbrówki, 1890,
- zespół pałacowy Dernałowiczów z XVII, XIX, XX wieku, obejmujący  pałac i park
- starostwo, pl. Kilińskiego 10, wybudowane w latach 1847–1853,
- dom przy ul. Pięknej 3 wybudowany w 1922 roku, wraz z oficyną (budynek gospodarczy); obecnie pełni funkcję siedziby WKU
- willa z ogrodem przy ul. Sosnkowskiego 4 z przełomu XIX/XX wieku,
- budynek Komisji Edukacji Narodowej, ob. Dom Nauczyciela, ul. Warszawska 104, poł. XIX,
- poczta z oficyną, ul. Warszawska 149 (d.53) z 1 ćwiećwiecza XIX,
- kamienica przy ul. Warszawskiej 161, wybudowany po 1920,
- dworek M.A. Andriollego (ruina), ul. Warszawska 283, wybudowany w 1. połowie XIX wieku, zabytkiem jest także ogród dworski